# Cine de autor

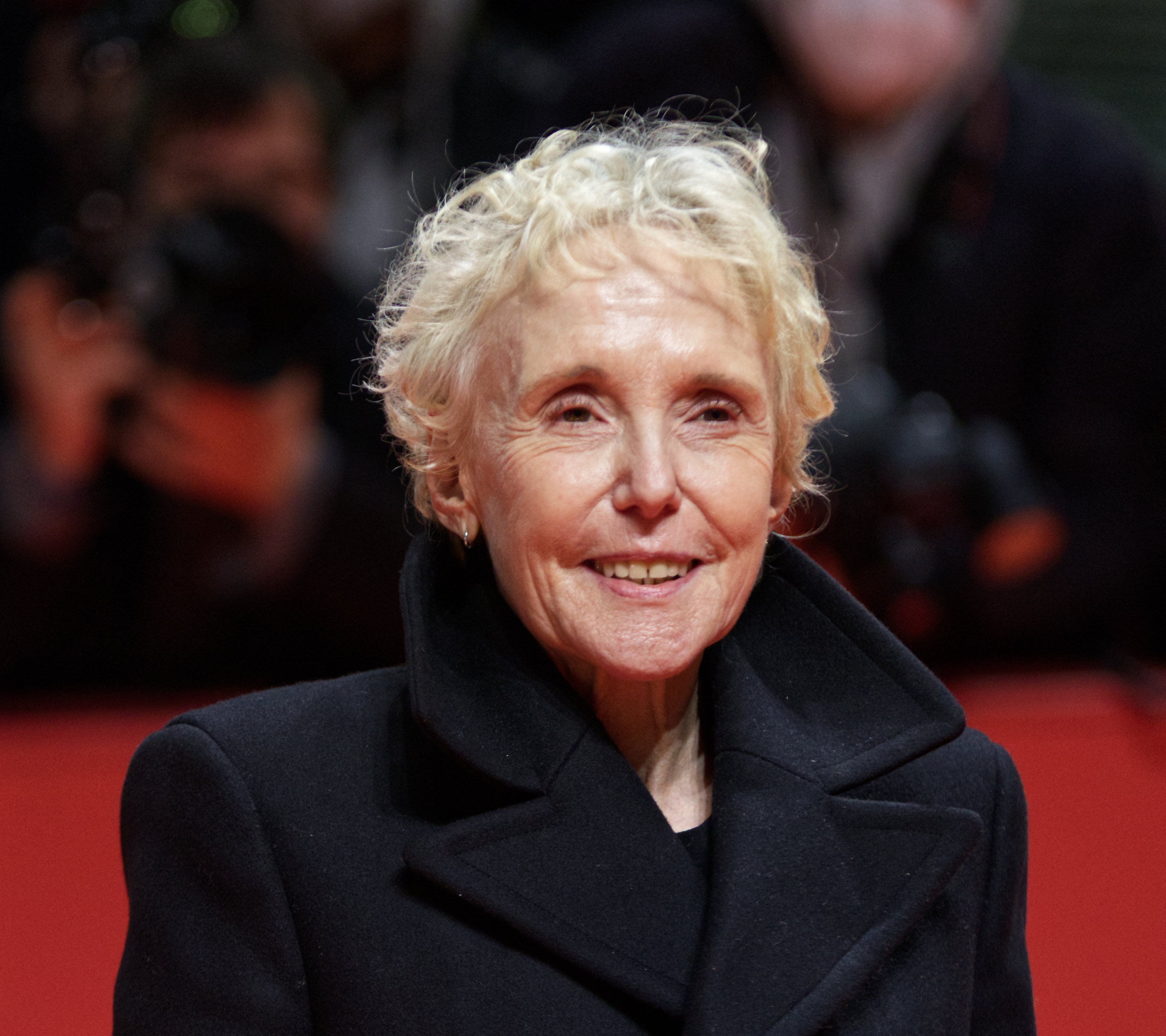
Claire Denis, autora de la obra maestra de cine de autor Beau Travail (1999).

El cine de autor (del francés cinéma d'auteur) es una expresión utilizada para describir las películas de un director de cine o guionista que reflejan su personalidad artística. Este término pretende ante todo vincular la obra de un cineasta a temas preferidos y a la coherencia de un estilo innovador y singular. Sin embargo, es una noción subjetiva de la que no existe una definición rigurosa. El cine de autor se agrupa a menudo con el «Cinéma d'art et d'essai» o cine de investigación. En el cine de autor, el director tiene un papel preponderante, dando una visión exclusivamente suya a un guion propio o ajeno, realizando su obra al margen de las presiones y limitaciones que implica el cine de los grandes estudios comerciales, lo cual le permite una mayor libertad a la hora de plasmar sus sentimientos e inquietudes en la película. En el cine de autor, el autor es normalmente identificable o reconocible por algunos rasgos típicos en su obra.
El cine de autor es aquel en el que el director plasma su visión particular, no solo del séptimo arte, sino del mundo en el que vive, o del que quiere criticar o ensalzar; o bien, da un tratamiento sui generis a otras obras o temas muy utilizados o de moda en los medios masivos de comunicación (televisión, internet, cine, teatro...). Casi siempre son filmes que únicamente algunos entienden, aceptan y les generan agrado, pero siempre invitan a la reflexión y a la crítica; además, muchos otros autores los utilizan como paradigma y perduran en el tiempo en la conciencia colectiva del espectador.

## Definición
El género al que pertenece el cine de autor implica un cierto control del o la cineasta sobre su película desde el punto de vista artístico y dramático, considerando en particular que una película sólo puede ser de autor si el director tiene el control del montaje final (el famoso final cut). Para muchos críticos, un autor se reconoce ante todo en su universo personal. La firma del autor es inmediata y se detecta, por ejemplo, en el tipo de historia o de personajes privilegiados, la elección de actores recurrentes o las opciones estéticas que se repiten de una película a otra (luz, encuadre, diseño sonoro, transiciones, movimientos de cámara, etc.). Un autor se mantiene fiel a sí mismo, pero puede llevar su obra en nuevas direcciones. Una visión simplificada del cine de autor tiende a considerar que el director debe ser también el guionista, sin el cual no podría reivindicar la paternidad completa de su obra. Según otra representación restrictiva, una película de autor debería ser imperativamente una película independiente, experimental o de difícil acceso, y producida al margen del sistema de estudios y obras por encargo.
Tales autores se opondrían al «cine de género», que utiliza una estructura codificada y se ajusta a las normas de la explotación comercial. Con todo, esta concepción del cine de autor puede parecer paradójica, ya que algunos cineastas calificados de autores han rodado algunas películas de género, por ejemplo películas de ciencia ficción (p. ej., Alphaville de Jean-Luc Godard, Fahrenheit 451 de François Truffaut) o policíacas (p. ej., Police de Maurice Pialat). Hay que tener en cuenta que estos autores a menudo han tenido éxito y han sido financiados o distribuidos por grandes productoras como la Gaumont en el caso de Truffaut, Godard, Pialat o André Téchiné.

## Orígenes y desarrollo
En la década de 1960, un grupo de críticos de cine franceses, pertenecientes a la revista Cahiers du cinéma e inspirados, entre otras cosas, por el texto de 1948 «La Cámara Pluma» (Cámara Stylo) de Alexandre Astruc, comienzan a plantearse interrogantes acerca del rol del "auteur" ("realizador") dentro de una película. Estos críticos se oponían a las ideas del neorrealismo italiano, el cual proponía que el autor cinematográfico por excelencia era aquel capaz de plasmar la realidad tal cual era, sin manipulaciones de ninguna índole, permitiendo que el espectador interpretase esta "realidad" y que fijase sus propias conclusiones. Sin embargo, para este grupo de críticos, entre los cuales figuraban Jean-Luc Godard, con Al final de la escapada (1960); François Truffaut, con Los 400 golpes (1959); Alain Resnais, con Hiroshima Mon Amour (1959), y Claude Chabrol, entre otros, el cine debía proponer una visión particular de la realidad y revelar la presencia un autor-director responsable por las imágenes proyectadas. En este sentido, los realizadores de la llamada nouvelle vague francesa utilizaban el medio cinematográfico para expresar opiniones e ideas en cada una de sus obras.
Estos autores pasarían luego del texto a la acción filmando cortometrajes y largometrajes, dentro de dicha corriente llamada nouvelle vague. Su interés por las películas de realizadores afincados en Estados Unidos (fuesen o no estadounidenses, pues gran parte eran europeos o de origen europeo), especialmente por Alfred Hitchcock, quien a pesar de ser británico, realizó buena parte de su filmografía en los Estados Unidos; les permiten sustentar sus pensamientos acerca de lo que para ellos era el "cine de autor" reconsiderando su despreciado talento y creatividad cinematográfica. 
Sin embargo, la expresión «cine de autor» trae consigo múltiples problemas de interpretación. Por una parte invita al pensamiento historicista de que el autor cinematográfico tiene un desarrollo lineal de su carrera, lo que lo hace predecible en relación con sus trabajos anteriores (esto no es necesariamente cierto) y por otra parte la expresión "cine de autor" agrupa a una serie de realizadores cinematográficos fuera del sistema de las grandes empresas productoras de cine estadounidenses, convirtiendo inmediatamente en «autor» a cualquiera que pertenezca a este grupo «externo».
Tuvo una importante influencia en el cine asiático, consolidando a figuras de la talla de Nagisa Oshima con películas como Violencia al atardecer (1966), Historias crueles de juventud (1960) y El imperio de los sentidos (1976).

### Desde los inicios del cine hasta el final del cine mudo
Las primeras películas de la historia eran básicamente películas de autor, en tanto no representaban nada más que la voluntad de su autor. Los hermanos Skladanowsky rodaron pequeñas escenas de gente haciendo gimnasia (aunque sin la dramaturgia reconocible de un guion) que presentaron a un público de 1.500 personas en el «Wintergarten» de la Varieté de Berlín el 1 de noviembre de 1895. Casi dos meses después, el 28 de diciembre de 1895, los hermanos Lumière proyectaron su primera película en el Grand Café de París.
En este periodo pionero del cine, los cineastas se preocupaban sobre todo por el curioso efecto de espectáculo de imágenes en movimiento. En el periodo siguiente, se realizaron muchas pequeñas obras de un solo acto, que trataban escenas cotidianas y pequeñas farsas humorísticas.
Georges Méliès—el precursor del cine fantástico—puede considerarse uno de los primeros directores con tendencia al cine de autor. Méliès dirigía un teatro de magia en París cuando asistió a la primera proyección cinematográfica de los hermanos Lumière en el Grand Café de París y reconoció las posibilidades del nuevo medio. Inmediatamente comenzó a experimentar con películas llenas de trucos junto a su trabajo escénico, que pronto gozó de un vivo interés por parte del público. Estas primeras películas fantásticas de Méliès eran farsas cortas y caricaturescamente exageradas que no se tomaban en serio a sí mismas, sino que mostraban aún más fascinación y entusiasmo por las tecnologías del futuro. En el cortometraje Un novato en rayos X (1898, 1 min), un paciente es radiografiado por el médico, tras lo cual su esqueleto se desprende de su cuerpo y cae al suelo. El paciente, enfurecido, empieza a discutir con el médico hasta que finalmente explota.
Con el perfeccionamiento de la tecnología cinematográfica y la aparición de una verdadera industria del cine (nickelodeons, teatros, estudios), muy pronto fueron posibles largometrajes de 60 o 90 minutos, que ya no podían ser producidos por particulares. Entre las últimas películas mudas significativas con carácter de autor figuran Metrópolis de Fritz Lang (1926) y Nosferatu de Friedrich Wilhelm Murnau (1922), así como las películas de Charlie Chaplin y Buster Keaton. Erich von Stroheim también trabajó en Estados Unidos en esa época, con películas como Corazón olvidado (1919), Mujeres frívolas (1922), La marcha nupcial (1928) o La reina Kelly (1928).

### Entre 1930 y 1950

#### En los EE.UU.

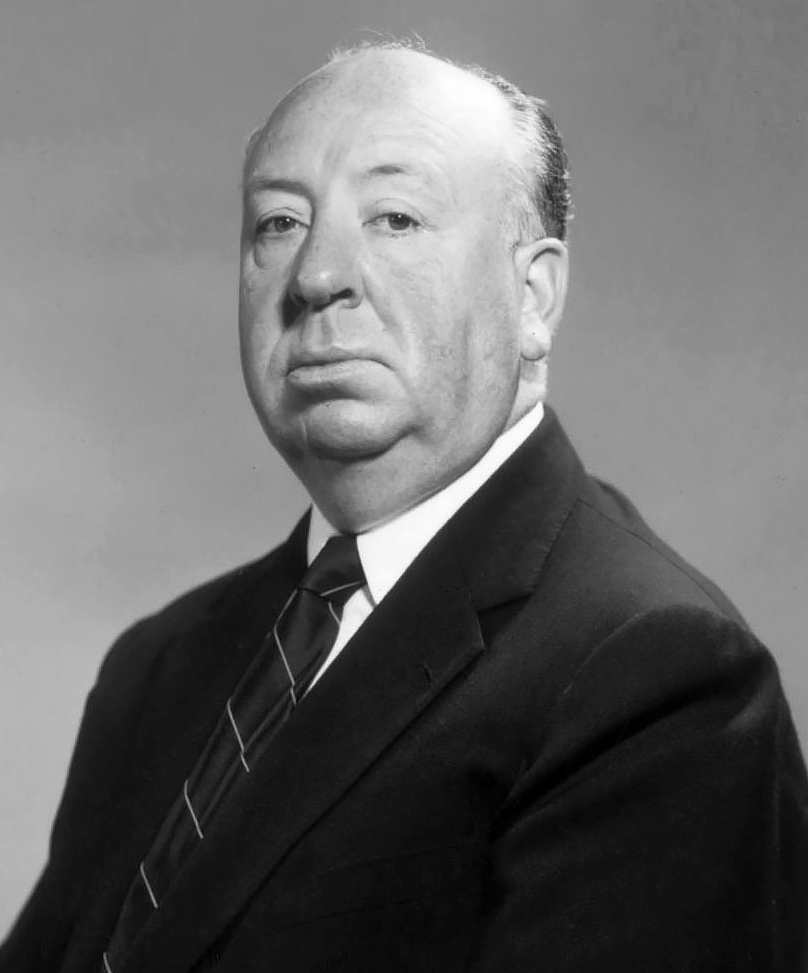
Alfred Hitchcock

Durante el breve periodo del «New Deal» (1929-1941) y la depresión económica estadounidense, surgió en Estados Unidos un nuevo cine, dedicado a temas sociales y de crítica social y muy influido por el realismo crítico francés (p. ej., directores como Marcel Carné, Jean Renoir o Julien Duvivier), como por ejemplo en Las uvas de la ira (1940), de John Ford, basada en una novela de John Steinbeck.
Tras dos guerras mundiales, la industria cinematográfica europea se hundió en la insignificancia, mientras que en Estados Unidos surgieron oligopolios (trusts) muy productivos y también agresivos, que conquistaron un mercado mundial mediante un sistema de estudios, un star system, y monopolios de distribución y licencias. Los nuevos métodos de producción significaron temporalmente el fin del cine de autor en su forma original. Esta superioridad de la industria cinematográfica estadounidense (Hollywood) con sus grandes producciones y el principio del sistema de reparto que se introdujo condujeron al desarrollo de un lenguaje cinematográfico estereotipado en el que el autor cinematográfico ya no se veía a sí mismo como un artista primordialmente independiente, sino solo como un proveedor de guiones para un proyecto cinematográfico, teniendo que cumplir con los requisitos y las reglas de una producción de la industria cinematográfica.
De esta época, cineastas inmigrantes como Ernst Lubitsch (Ser o no ser, 1942), Billy Wilder, Otto Preminger y Alfred Hitchcock son los principales considerados cineastas de autor desde la perspectiva actual. Hitchcock apareció como autor en Gran Bretaña ya en los años 30 con películas como El hombre que sabía demasiado (1934) o Los 39 escalones (1935) y más tarde realizó clásicos como La ventana indiscreta (1954), Vértigo (1958) o Psicosis (1960). El estadounidense Orson Welles puede considerarse aquí un fenómeno singular. Por primera vez, en la película Ciudadano Kane (1941), todos los pasos esenciales de la producción quedaron en manos del autor: Guion, dirección, cámara, montaje (corte final) e incluso el papel protagonista. Otras películas importantes de Welles fueron The Magnificent Ambersons (1942) y Touch of Evil (1958). Howard Hawks también es considerado hoy un cineasta de autor. Realizó Scarface (1932), Gentlemen Prefer Blondes  (1953) y Río Bravo (1959), entre otras. Richard Brooks también fue un cineasta de autor clásico, escribiendo los guiones de sus películas como director y normalmente también a cargo de la producción. Brooks adaptó sobre todo obras literarias, como Semilla de maldad (1955), La gata sobre el tejado de zinc (1958) y Elmer Gantry (1960).

### Décadas de 1960 y 1970
A mediados de los años 60, se desarrolló en Estados Unidos un nuevo «cine independiente»—el Nuevo Hollywood—que se rebelaba contra la cursilería y reivindicaba un nuevo realismo. Cineastas de autor como Arthur Penn, Dennis Hopper, Mike Nichols, Robert Altman o John Cassavetes pueden considerarse exponentes de este periodo.
Woody Allen trabajó como autor en sus películas a partir de mediados de los años sesenta. Desde muy pronto se sintió influido por la Nouvelle Vague y le entusiasmaban las películas de Ingmar Bergman. El presidente de United Artists y más tarde cofundador de Orion Pictures Corporation, Arthur Krim, concedió a Allen total libertad artística. Sólo unas pocas películas de Allen fueron también éxitos comerciales; estas excepciones incluyen, por ejemplo, Annie Hall, Manhattan y Hannah y sus hermanas.
Junto con Woody Allen, Stanley Kubrick también ha sido considerado un cineasta de autor. Tras finalizar su trabajo en Espartaco, Kubrick no quedó satisfecho con el resultado y sólo realizó películas en las que tenía pleno control sobre la producción. Sus obras se caracterizaron regularmente por un gran éxito comercial y alcanzaron una gran trascendencia desde el punto de vista visionario. Algunos ejemplos son Dr. Strangelove o: Cómo aprendí a amar la bomba, 2001: Una odisea del espacio y La naranja mecánica.

### A partir de la década de 1980

#### En los EE.UU.
En Hollywood apenas quedan cineastas de autor, a pesar de la enorme densidad de producción, en tanto ésta se enfoca principalmente en los llamados blockbusters (éxitos de taquilla), que se caracterizan por ser obras de encargo de los estudios cinematográficos. Woody Allen, James Cameron, Quentin Tarantino, Michael Mann, Paul Thomas Anderson, Christopher Nolan, Rian Johnson y Jordan Peele entre otros son llamados cineastas de autor activos incluso en el ámbito de los blockbuster.

#### En Europa
Se puede observar gran actividad de cine de autor en algunos países europeos: en España con sus cineastas Pedro Almodóvar o Alejandro Amenábar, en Bélgica con Benoît Poelvoorde y en Alemania con Tom Tykwer y Oskar Roehler.
El grupo programático Dogma 95, fundado por cineastas daneses, se opone explícitamente al concepto de autor en el cine: «El concepto de auteur fue romanticismo burgués desde el principio y por lo tanto ... erróneo».